# Кабинет министров Кыргызстана
Кабинет министров Кыргызской Республики (ранее Правительство Кыргызской Республики; кирг. Кыргыз Республикасынын Министрлер Кабинети) — исполнительный орган власти Кыргызской Республики. Возглавляется президентом государства.
Согласно Конституции страны, ответственность и право на координацию деятельности исполнительной власти находятся в компетенции главы государства. Поэтому Председатель Кабинета министров одновременно является и руководителем Администрации Президента.

## Состав Кабинета министров Кыргызской Республики
Структура и состав Кабинета министров определяются президентом.
Кабинет министров Кыргызской Республики состоит из председателя, заместителей председателя, министров  и председателей государственных комитетов.
Председатель  Кабинета министров Кыргызской Республики назначается президентом Кыргызской Республики.
Председатель Кабинета министров, его заместители и члены Кабинета министров назначаются президентом с согласия Жогорку Кенеша.
Председатель Кабинета министров в соответствии с Конституцией, конституционным законом и указами Президента организует деятельность Кабинета министров.
Председатель Кабинета министров за деятельность Кабинета министров несёт ответственность перед президентом.
Президент по собственной инициативе вправе отправить действующий состав или члена Кабинета министров в отставку.
Члены Кабинета министров вправе подать прошение об отставке. Отставка принимается или отклоняется президентом.
Отставка Председателя Кабинета министров не влечёт за собой отставку всего Кабинета министров.
До назначения нового состава Кабинета министров действующий состав Кабинета министров продолжает выполнять свои обязанности.
Вступление в должность избранного президента влечёт за собой сложение полномочий всего состава Кабинета министров.

### Члены Кабинета министров
Настоящий состав Кабинета министров Кыргызстана:
| Должность                                                                                   | Портрет | Имя и фамилия         | Партия | Партия       | Дата вступления в должность |
| ------------------------------------------------------------------------------------------- | ------- | --------------------- | ------ | ------------ | --------------------------- |
| Председатель Кабинета министров                                                             |         | Адылбек Касымалиев    |        | беспартийный | 18 декабря 2024             |
| Заместители председателя                                                                    |         |                       |        |              |                             |
| Первый заместитель председателя                                                             |         | Данияр Амангельдиев   |        | беспартийный | 18 декабря 2024             |
| Заместитель председателя                                                                    |         | Эдиль Байсалов        |        | беспартийный | 13 октября 2021             |
| Заместитель председателя                                                                    |         | Бакыт Торобаев        |        | беспартийный | 30 марта 2022               |
| Заместитель председателя — председатель Государственного комитета национальной безопасности |         | Камчыбек Ташиев       |        | беспартийный | 5 мая 2021                  |
| Министры                                                                                    |         |                       |        |              |                             |
| Министр иностранных дел, внешней торговли и инвестиций                                      |         | Жээнбек Кулубаев      |        | беспартийный | 22 апреля 2022              |
| Министр юстиции                                                                             |         | Аяз Баетов            |        | беспартийный | 13 октября 2021             |
| Министр обороны                                                                             |         | Бактыбек Бекболотов   |        | беспартийный | 6 сентября 2021             |
| Министр финансов                                                                            |         | Алмаз Бакетаев        |        | беспартийный | 13 октября 2021             |
| Министр экономики и коммерции                                                               |         | Данияр Амангельдиев   |        | беспартийный | 13 октября 2021             |
| Министр внутренних дел                                                                      |         | Улан Ниязбеков        |        | беспартийный | 14 октября 2020             |
| Министр труда, социального обеспечения и миграции                                           |         | Равшанбек Сабиров     |        | беспартийный | 9 декабря 2024              |
| Министр образования и науки                                                                 |         | Болотбек Купешев      |        | беспартийный | 5 мая 2021                  |
| Министр здравоохранения                                                                     |         | Алымкадыр Бейшеналиев |        | беспартийный | 5 мая 2021                  |
| Министр транспорта и коммуникаций                                                           |         | Эркинбек Осоев        |        | беспартийный | 10 августа 2021             |
| Министр энергетики                                                                          |         | Доскул Бекмурзаев     |        | беспартийный | 8 июня 2021                 |
| Министр сельского хозяйства                                                                 |         | Аскар Джаныбеков      |        | беспартийный | 3 февраля 2021              |
| Министр чрезвычайных ситуаций                                                               |         | Бообек Ажикеев        |        | беспартийный | 14 октября 2020             |
| Министр культуры, информации, спорта и молодёжной политики                                  |         | Азамат Жаманкулов     |        | беспартийный | 13 октября 2021             |
| Министр природных ресурсов, экологии и технического надзора                                 |         | Мелис Тургунбаев      |        | беспартийный | 15 марта 2023               |